# Hypanthidioides gregaria
Hypanthidioides gregaria är en biart som först beskrevs av Carlos Schrottky 1905.  Hypanthidioides gregaria ingår i släktet Hypanthidioides och familjen buksamlarbin. Inga underarter finns listade i Catalogue of Life.